# 东川凤仙花
东川凤仙花（学名：Impatiens blinii）是凤仙花科凤仙花属的植物，为中国的特有植物。分布在中国大陆的云南等地，生长于海拔2,100米至2,800米的地区，见于林缘小、山谷以及灌丛草坡阴湿处，目前尚未由人工引种栽培。